# Nitrosylbromid
Nitrosylbromid ist eine chemische Verbindung aus der Gruppe der Nitrosylverbindungen.

## Gewinnung und Darstellung
Nitrosylbromid kann durch Reaktion von Kaliumbromid mit Stickstoffdioxid
{\displaystyle \mathrm {2\ NO_{2}+KBr\longrightarrow NOBr+KNO_{3}} }
oder durch Reaktion Stickstoffmonoxid mit Brom bei Temperaturen unter 0 °C gewonnen werden.
{\displaystyle \mathrm {2\ NO+Br_{2}\longrightarrow 2\ NOBr} }

## Eigenschaften
Nitrosylbromid ist eine dunkelbraune Flüssigkeit bzw. rotes Gas, das stark oxidierend und korrosiv wirkt. Bei Raumtemperatur dissoziiert es teilweise zu Brom und Stickstoffmonoxid.